# OlimpBase
OlimpBase – internetowa encyklopedia szachów, która zawiera dane z wielu turniejów szachowych, wyłącznie drużynowych. Jej autorem jest Wojciech Bartelski, były burmistrz dzielnicy Śródmieście miasta Warszawy.
OlimpBase, jako jedyna na świecie, poświęcona jest olimpiadom szachowym. W miarę rozwoju serwisu, autor poszerzył ją o wyniki innych turniejów drużynowych, m.in. drużynowe mistrzostwa świata oraz drużynowe mistrzostwa kontynentów (np. drużynowe mistrzostwa Europy), olimpiady szachowe niewidomych oraz Klubowy Puchar Europy w szachach, jak również zestawienia rankingowe, nieosiągalne w innych szachowych serwisach informacyjnych.
OlimpBase zawiera ponad 60 000 podstron.